# 庄野賢一
庄野 賢一（しょうの けんいち）は、兵庫県神戸市出身の作曲家・編曲家。1988年にジェフリー・ジェムズ（Geoffery Gems）とユニット「UNISONAIR」（ユニゾネア）を結成。1989年に日本コロムビアよりデビュー。1991年にジェフリー・ジェムズと当山ひとみとのユニット「CONVERSATION」をプロデュースする。
解散後、作曲家・編曲家として活動している。映画『ゲレンデがとけるほど恋したい。』では音楽監督を務めた。

## 代表作[2]
- SMAP
  - Hey Hey おおきに毎度あり
  - Major（オリジナル スマイルC/W曲）
  - がんばりましょう
  - たぶんオーライ
  - 過去の人（ベスト・アルバム『Cool』収録）
  - どんないいこと
  - はだかの王様 〜シブトクつよく〜
- V6
  - ロマンスじゃ全部を語れない（編曲）
- 嵐
  - サワレナイ
- TRINITY
  - In the nude
  - DOH-YO
  - face
- D&D
  - SUNSHINE HERO
- 伊能静（日本盤）
  - 東京KISS
  - ALWAYS
  - Chiki bang-bang!
  - JIRIRI
- 伊能静 (Annie Yi) （台湾盤）
  - 勇氣 (Courage)
  - 自己 (My Self)
- 水野愛日
  - ハードル
- 葉月里緒菜
  - OVERTURE
- 貴水博之
  - Why not?
- 上田正樹
  - Bubbles busted
- 大森玲子
  - 夢のマント（アニメ「ニャニがニャンだー ニャンダーかめん」OPテーマ）
- 横山智佐
  - Sleepless Angels 〜眠れぬ夜の天使たち〜（アニメ「鬼神童子ZENKI」EDテーマ）
- 翠玲
  - がんばって（PlayStation用ゲームソフト「ネクストキング 恋の千年王国」OPテーマ）
- シーナ・イーストン
  - My treasure is you（関西テレビ放送「いつでも笑みを!」EDテーマ）
- Friday
  - Don't stop the Love
  - パパ ホームランだね!
  - uuu
- SunMin
  - still...
  - BRAND NEW
  - Triangle

## アルバム[3]
UNISONAIR
- CONTRAST (CA-3244)
- SLICK (CA-3899)
- SECRET AFFAIR (COCA-6895)
- IN TIME (COCA-7746)
- Shake Shake Shake! (COCA-10001) (ベスト盤)

CONVERSATION
- Re-Make Love (COCA-7456)
- Re-Make Love Ⅱ (COCA-9300)
- Re-Make Love Ⅲ - Beauty and The Beast (COCA-10160)

JA-BLACK
- SEX-A-SATION JA-BLACK VOL.1 (AJA-1302)
- Until I Make You Mine JA-BLACK Vol.Ⅱ (AJA-1306)

NASTY-JAMM
- TOO LATE (AVCD-30017) (12cm CDS)

## サウンドトラック
「ゲレンデがとけるほど恋したい」オリジナル・サウンドトラック（VICL-8175）